# 曹先擢
曹先擢（1932年11月10日—2018年11月7日），男，河南潢川人，生于浙江长兴，中国语言文字学家、辞书学家，北京大学中文系教授。曾任国家语委秘书长、副主任，《通用规范汉字表》专家委员会主任委员，主持编纂《新华字典》等多部辞书。

## 生平
1932年11月10日生于浙江省长兴县，祖籍河南潢川，曾就读于河南省立第七中学。1954年入北京大学中文系，1958年毕业后留校在中文系古代汉语教研室工作。1970年代，主持《新华字典》、《新华词典》的编纂、修订工作。1980年晋升副教授，1988年晋升教授。
1986年4月至1993年3月，调任国家语言文字工作委员会任秘书长、副主任，兼语言文字应用研究所研究员，后任所长，于1994年退休。1993年至1996年，任日本一橋大學客座教授。
2006年5月，获中国辞书学会首届辞书事业终身成就奖。2018年11月7日凌晨，在北京病逝。

## 专著
- 《通假字例释》  1985  河南人民出版社
- 《字里乾坤》  1988  香港商务印书馆
- 《汉字文化漫笔》  1992  语文出版社
- 《谈谈普通话异读词审音》  2009  语文出版社
- 《辞书论稿与辞书札记》  2010  商务印书馆